# Karl König (Botaniker)
Karl Philipp Jakob König (* 22. Oktober 1804 in Bad Dürkheim; † 10. Mai 1888 in Speyer) war ein deutscher Pfarrer und Botaniker.
1841 veröffentlichte er mit Der botanische Führer durch die Rheinpfalz : Oder Uebers. aller bisher in d. Rheinpfalz aufgefundenen, sowohl wildwachsenden als auch verwilderten, phanerogamischen Pflanzen, mit Angabe d. Prosodie u. Etymologie ihrer Namen, d. Standorte u. geograph. Verbreitung, nebst e. Blüthenkalender u. einigen Regeln über d. Einsammeln, Trocknen u. Aufbewahren d. Pflanzen. Ein Handbuch zur Erleichterung im Auffinden u. Bestimmen d. Pflanzen, zunächst zum Gebrauch an höheren Lehranstalten, dann f. alle Freunde d. Pflanzenkunde das erste deutschsprachige Buch über die Flora der Pfalz.
König war evangelischer Pfarrer in Bad Dürkheim, Erster Konsistorialrat und Stadtpfarrer in Speyer und Pfarrer in Oppau.